# Новобеляевский
Новобеляевский — хутор в Заветинском районе Ростовской области.
Входит в состав Никольского сельского поселения.

## История
Дата основания не установлена. Предположительно основан в начале XX века. Согласно Всесоюзной переписи населения 1926 года хутор входил в состав Атамановского сельсовета Дубовского района Сальского округа Северо-Кавказского края, население хутора составило 139 человека, в том числе 122 казаки и 17 калмыков

## География
Хутор расположен в сухих степях на северо-западе Заветинского района в пределах северной покатости Сальско-Манычской гряды Ергенинской возвышенности, относящейся к Восточно-Европейской равнине, в 2 км к югу от левого берега реки Сал, при балке Спорная Худжурта, на высоте около 55 метров над уровнем моря. Рельеф местности практически плоский, имеет небольшой уклон по направлению к реке Сал. Почвы пойменные засоленные, выше по склону - каштановые солонцеватые и солончаковые и солонцы (автоморфные).
По автомобильным дорогам расстояние до областного центра города Ростов-на-Дону - 370 км, до районного центра села Заветное - 30 км, до административного центра сельского поселения хутора Никольский - 12 км. 
Часовой пояс
Новобеляевский, как и вся Ростовская область, находится в часовой зоне МСК (московское время). Смещение применяемого времени относительно UTC составляет +3:00.

## Население
Динамика численности населения
| 2002 |
| ---- |
| 294  |

| 1926 | 2010 |
| ---- | ---- |
| 139  | ↘125 |

## Инфраструктура
Улицы
- ул. Заречная,
- ул. Зелёная,
- пер. Садовый,
- проезд Степной.